# Список війн IV століття

## I половина
- 306 — Кінець війни восьми принців у Китаї.
- 316 - 589 — період громадянських воєн у Китаї, викликаних вторгненням Ву Ху. Тривав до 589 року в час правління Південних і Північних династій.

## II половина
- 376 - 382 — Готські війни на Балканах.